# یوسف بهزادی
یوسف بهزادی کلاش معروف به یوسف بهزادی (زادهٔ ۸ تیر ۱۳۶۹ در تهران) بازیکن فوتبال اهل ایران است که در پست دروازه‌بان  بازی می‌کند.

## افتخارات

### باشگاهی
نفت مسجدسلیمان
- مقام دوم لیگ آزادگان: ۹۷–۱۳۹۶